# Tipula luctifica
Tipula luctifica är en tvåvingeart som beskrevs av Alexander 1940. Tipula luctifica ingår i släktet Tipula och familjen storharkrankar.
Artens utbredningsområde är Ecuador. Inga underarter finns listade i Catalogue of Life.